# Космос-1922
Космос-1922 је један од преко 2400 совјетских вјештачких сателита лансираних у оквиру програма Космос.
Космос-1922 је лансиран са космодрома Плесецк, СССР, 26. фебруара 1988. Ракета-носач Молнија је поставила сателит у орбиту око планете Земље. Маса сателита при лансирању је износила 1800 килограма. Космос-1922 је био сателит за рано упозоравање на појаву интерконтиненталних балистичких ракета.